# Alexandru Balaci
Alexandru Balaci (n. 12 iunie 1916, Aurora (Mehedinți) - d. 7 martie 2002, București) a fost un italienist român, critic și istoric literar, politician comunist, membru al Academiei Române, membru supleant al CC al PCR.

## Biografie
După absolvirea liceului la Craiova și a Facultății de Litere și Filosofie din București, își va lua doctoratul în anul 1943 cu teza Giovanni Pascoli în neoclasicismul italian.
A fost, rând pe rând, redactor-șef la ESPLA, vicepreședinte al Comitetului de Stat pentru Cultură și Artă, director al Bibliotecii române din Roma situată în fosta Accademia di Romania (Școala Română din Roma), între anii 1981-1990, profesor și șef de catedră la Facultatea de Litere din București, vicepreședinte al Uniunii Scriitorilor din România și redactor-șef al revistei Viața românească. 
S-a consacrat studiului culturii italiene, elaborând numeroase lucrări de referință și traducând din opera unor mari personalități ale ei. A coordonat monumentală lucrare Istoria literaturii italiene și numeroase dicționare. A fost membru în numeroase academii, societăți europene și mondiale.
A fost căsătorit cu actrița Maria Mimi Botta.

## Afilieri
- A fost ales membru corespondent al Academiei Române în anul 1965 și membru titular în 1994

## Distincții
- Ordinul Muncii clasa a III-a (30 decembrie 1957) „cu ocazia celei de a zecea aniversări a proclamării Republicii Populare Romîne și pentru merite deosebite în îndeplinirea sarcinilor date de Partidul Muncitoresc Romîn, pentru merite deosebite pe tărîmul construcției de stat, economice, sociale, culturale și obștești”[8]
- Ordinul Muncii clasa a III-a (30 decembrie 1957) „cu prilejul împlinirii a 10 ani de la proclamarea Republicii Populare Romîne și pentru merite deosebite în activitatea cultural-artistică”[9]
- Ordinul „23 August” clasa a IV-a (10 august 1964) „pentru merite deosebite în opera de construire a socialismului, cu prilejul celei de a XX-a aniversări a eliberării patriei”[10]
- Ordinul „Steaua Republicii Populare Romîne” clasa a III-a (13 octombrie 1964) „cu prilejul aniversarii a 100 de ani de la înființarea Universității din București, pentru activitate îndelungată, contribuție în dezvoltarea științei și merite deosebite în dezvoltarea învățămîntului superior”[11]
- Ordinul „Meritul Cultural” clasa a II-a (26 septembrie 1966) „pentru merite deosebite în activitatea literară, artistică și de răspîndire a culturii naționale, cu prilejul Centenarului Academiei Republicii Socialiste România”[12]
- Ordinul „Steaua Republicii Socialiste România” clasa a II-a (20 aprilie 1971) „pentru merite deosebite în opera de construire a socialismului, cu prilejul aniversării a 50 de ani de la constituirea Partidului Comunist Român”[13]

## Opera

### Monografii
- Giosué Carducci (1947)
- Dante Alighieri (1966)
- Franceso Petrarca (1968)
- Machiavelli (1969)
- Manzoni (1974)
- Lodovico Ariosto, contemporanul nostru (1975)
- Giovanni Boccaccio (1976)
- Ugo Foscolo (1978)
- Torquato Tasso (1982)
- Luigi Pirandello (1986)
- Vittorio Alfieri (1989)

### Studii
- Studii italiene (1958), (1964)
- Studii despre Dante (1965)
- Antologia della litteratura italiana delle origini fino ai nostri giorni
- Studii și note literare (1979)

### Traduceri
- Gabriele d’ Annunzio
- Giovanni Verga
- Salvadore Quasimodo
- Luigi Pirandello